# Gölova
Gölova là một huyện thuộc tỉnh Sivas, Thổ Nhĩ Kỳ. Huyện có diện tích 333 km² và dân số thời điểm năm 2007 là 3267 người, mật độ 10 người/km².